# Офион
Офион (грч. Όφίων) је у грчкој митологији примордијална змија која је владала светом заједно са својом женом Еуриномом.
Офион (грч. Όφίων) на грчком језику значи „змија“.

## Митологија
Ферекид у својим делима први спомиње Офиона, јер су приче о Офиону биле популарне још у орфичкој поезији, а и сачувани су и неки фрагменти тих песама.
Ферекид говори да су се богови играли чудне игре са Офионом и његовом децом. Игра је била у томе ко ће кога гурнути на другу страну у Оген (Ogenos).
Богови, предвођени Хроном борили су са једне стране, а са друге стране су били Офион и његова деца. Победник је онај који гурне другу страну у Оген (Ogenos), а тако ће се задржати небеса.
Аполоније са у свом делу Аргонаутици описује, међу песмама о стварању света и песму о Орфеју у којој он, међу осталима пева и о Офиону и његовој жени Еуриноми која је била кћерка Океана, а који су били владари снегом покривеног Олимпа.
После неког времена, Хрон је, заједно са Рејом, свргнуо са власти Офиона и његову жену Еуриному и гурнуо их у море код Океана.